# Giovanni Battistoni
Giovanni Battistoni (San Giovanni Lupatoto, 7 gennaio 1910 – San Giovanni Lupatoto, 16 maggio 1978) è stato un calciatore e allenatore di calcio italiano, di ruolo centrocampista.

## Biografia
Nato a San Giovanni Lupatoto, era noto come Battistoni V per distinguerlo dai fratelli maggiori. Dopo la sua carriera nel calcio, tornò nella sua cittadina natale dove morì nel 1978 e dove sette anni dopo gli venne dedicato lo stadio del paese.

## Carriera

### Giocatore

#### Club
Si formò nel San Giovanni Lupatoto, club che lasciò nel 1932 per il Padova.
Con i patavini esordì in Serie A il 18 settembre 1932 nel pareggio casalingo per 0-0 contro il Novara. A Padova rimase per due stagioni, disputando 65 partite e segnando 2 reti in Serie A.
Nel 1934 si trasferì all'Ambrosiana, dove giocò 4 incontri nell'unica stagione in nerazzurro.
Lasciati i milanesi si accordò col Bari.
Nel 1936 si trasferì in Liguria, alla Sampierdarenese, che nel 1937 per volere del regime fascista, fu unita ad altri club genovesi cambiando nome in Associazione Calcio Liguria. Battistoni militò nel club per tre stagioni e conquistò la Nazionale azzurra.
Nel 1939 è ingaggiato dal Genova 1893, con la cui maglia in pratica giocò solo una stagione, poiché si ruppe la tibia nell'incontro del 4 febbraio 1940 contro il Milano.
L'infortunio ne condizionò il prosieguo della carriera.

#### Nazionale[3]
Vestì la maglia azzurra esordendo ad Helsinki nell'amichevole contro i padroni di casa il 20 luglio 1939 vinta dagli ospiti per 3-2.
L'altra presenza è datata 26 novembre 1939, sempre in un incontro amichevole, a Berlino contro la Germania persa dagli azzurri per 5-2.

### Allenatore
Lasciò Genova nel 1941 per rivestire il ruolo di giocatore ed allenatore nel Mantova.
Nella stagione 1947-1948 Battistoni guidò il Gubbio sempre nel ruolo di allenatore e giocatore in Serie B. I rossoblu conclusero l'anno al penultimo posto del girone C, retrocedendo in Serie C.

## Statistiche

### Cronologia presenze e reti in nazionale
| Cronologia completa delle presenze e delle reti in nazionale ― Italia | Cronologia completa delle presenze e delle reti in nazionale ― Italia | Cronologia completa delle presenze e delle reti in nazionale ― Italia | Cronologia completa delle presenze e delle reti in nazionale ― Italia | Cronologia completa delle presenze e delle reti in nazionale ― Italia | Cronologia completa delle presenze e delle reti in nazionale ― Italia | Cronologia completa delle presenze e delle reti in nazionale ― Italia | Cronologia completa delle presenze e delle reti in nazionale ― Italia |
| Data                                                                  | Città                                                                 | In casa                                                               | Risultato                                                             | Ospiti                                                                | Competizione                                                          | Reti                                                                  | Note                                                                  |
| --------------------------------------------------------------------- | --------------------------------------------------------------------- | --------------------------------------------------------------------- | --------------------------------------------------------------------- | --------------------------------------------------------------------- | --------------------------------------------------------------------- | --------------------------------------------------------------------- | --------------------------------------------------------------------- |
| 20-7-1939                                                             | Helsinki                                                              | Finlandia                                                             | 2 – 3                                                                 | Italia                                                                | Amichevole                                                            | -                                                                     |                                                                       |
| 26-11-1939                                                            | Berlino                                                               | Germania                                                              | 5 – 2                                                                 | Italia                                                                | Amichevole                                                            | -                                                                     |                                                                       |
| Totale                                                                |                                                                       | Presenze                                                              | 2                                                                     |                                                                       | Reti                                                                  | 0                                                                     |                                                                       |